# Embalse de los Machos
El embalse de los Machos es un embalse sobre el río Piedras en la provincia de Huelva (España). Es el quinto por capacidad de los situados en la Demarcación Hidrográfica Tinto, Odiel y Piedras y fue inaugurado el 2 de mayo de 1988.
La superficie del embalse es de 275 ha, incluidas en los términos municipales de Lepe y Cartaya.